# Mage Edmond
Jules-Charles Ernest Billaudot, dit le Mage Edmond, né à Poilly-sur-Serein le 17 août 1829, mort à La Chapelle-Vieille-Forêt le 20 mai 1881, est un célèbre voyant français du XIXe siècle,

## Biographie
Il aurait été le voyant de certaines personnalités du XIXe siècle dont Alexandre Dumas, Napoléon III, l'impératrice Eugénie, Eugène Sue ou encore Victor Hugo.
La tombe du Mage Edmond Billaudot se trouve à Poilly-sur-Serein.
Il est réputé avoir conçu l'Oracle de Belline.

## Galerie

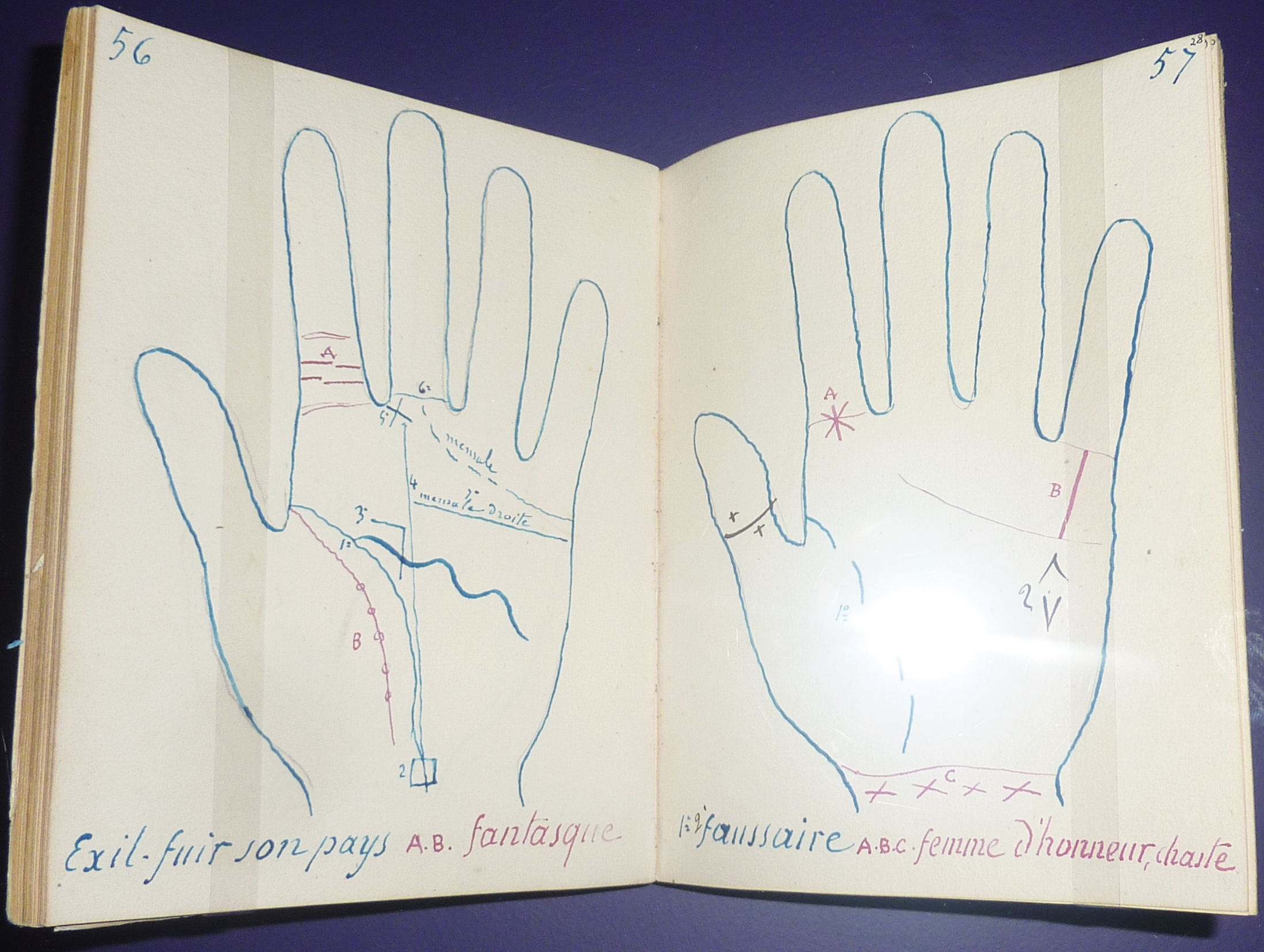
Manuel pour la pratique de la chiromancie, par le "Mage Edmond".
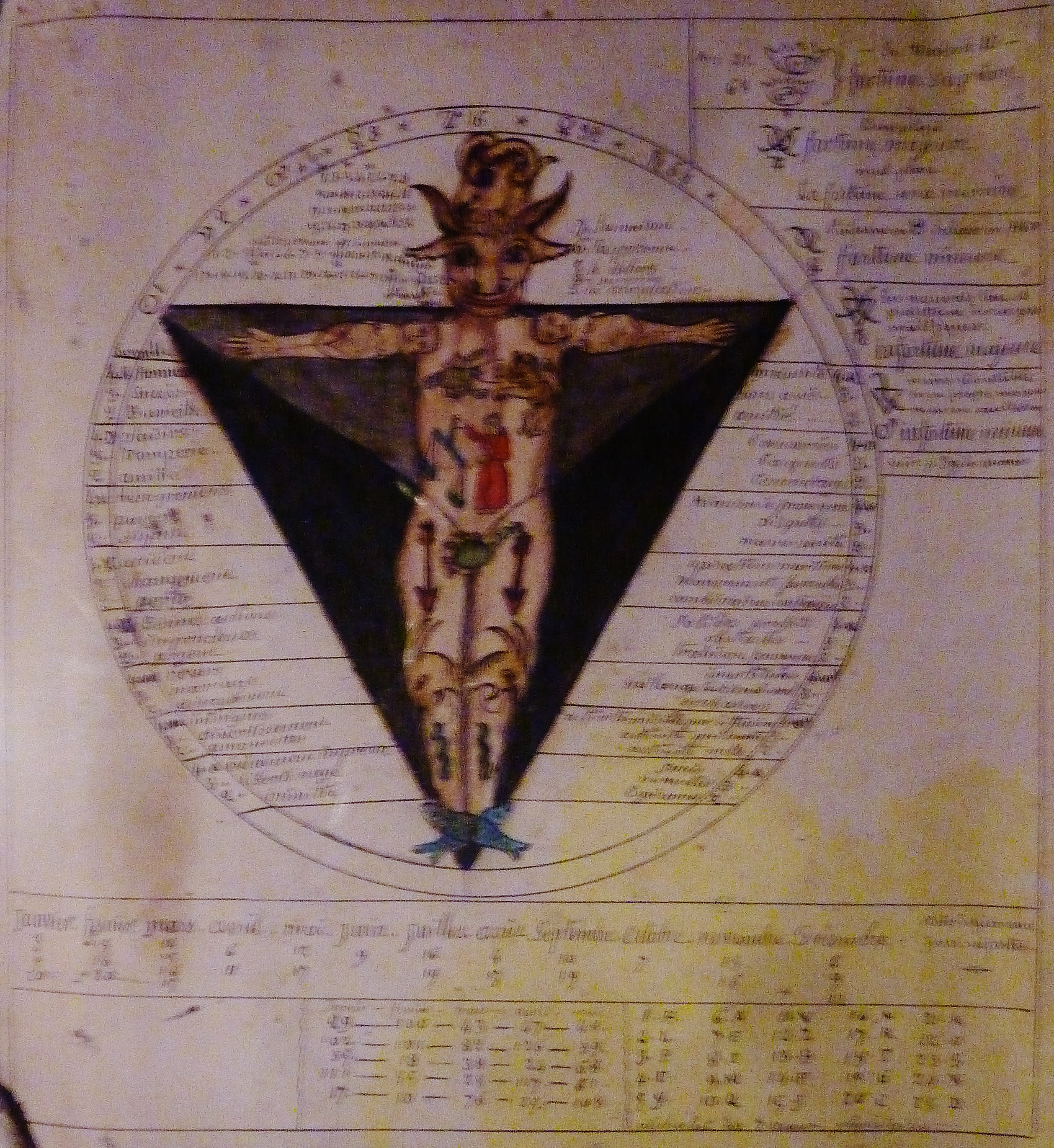
Tableau pour servir à l'étude de l'astrologie et de la géomancie (par le Mage Edmond).